# Jens Voigt

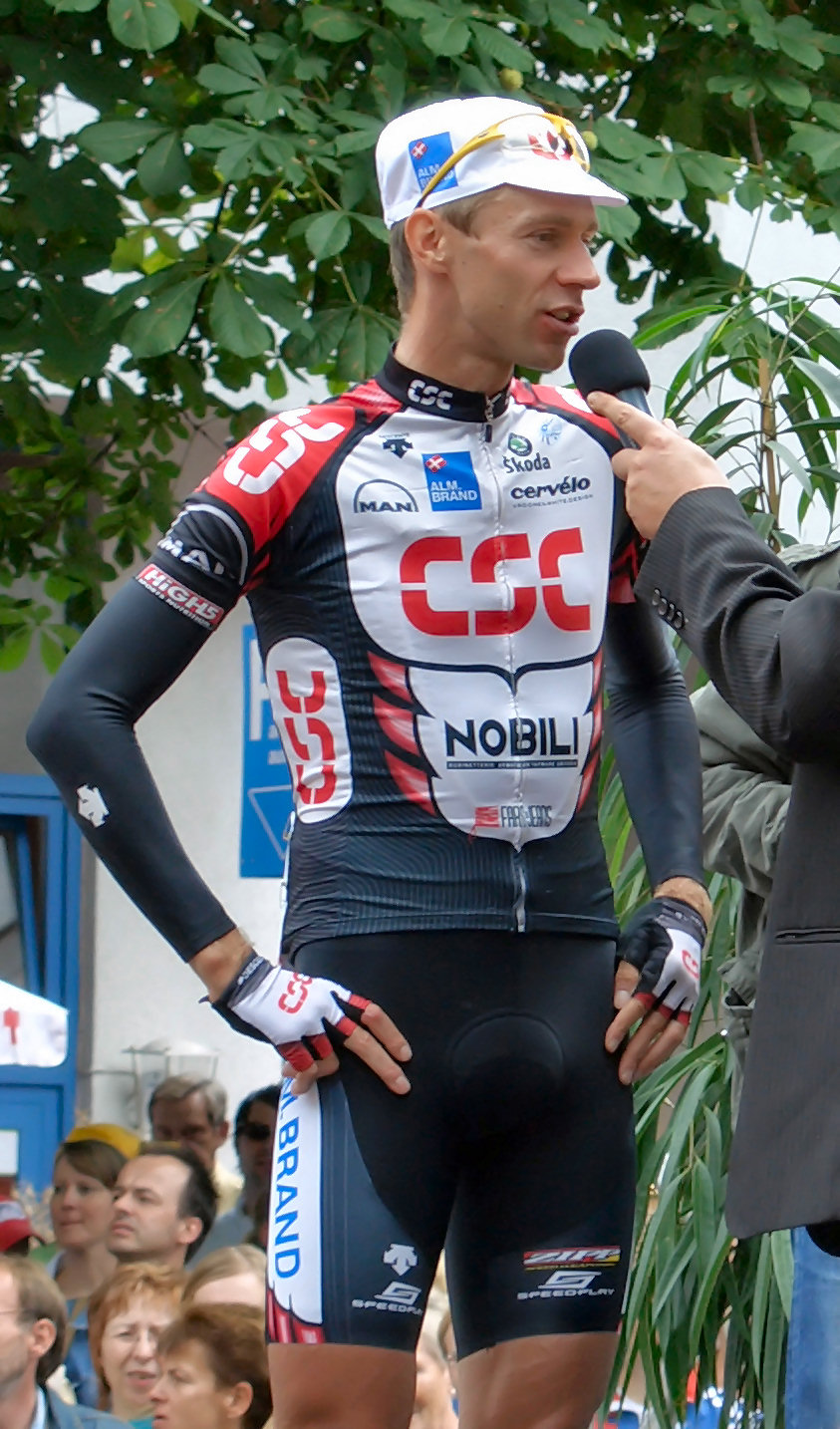
Jens Voigt

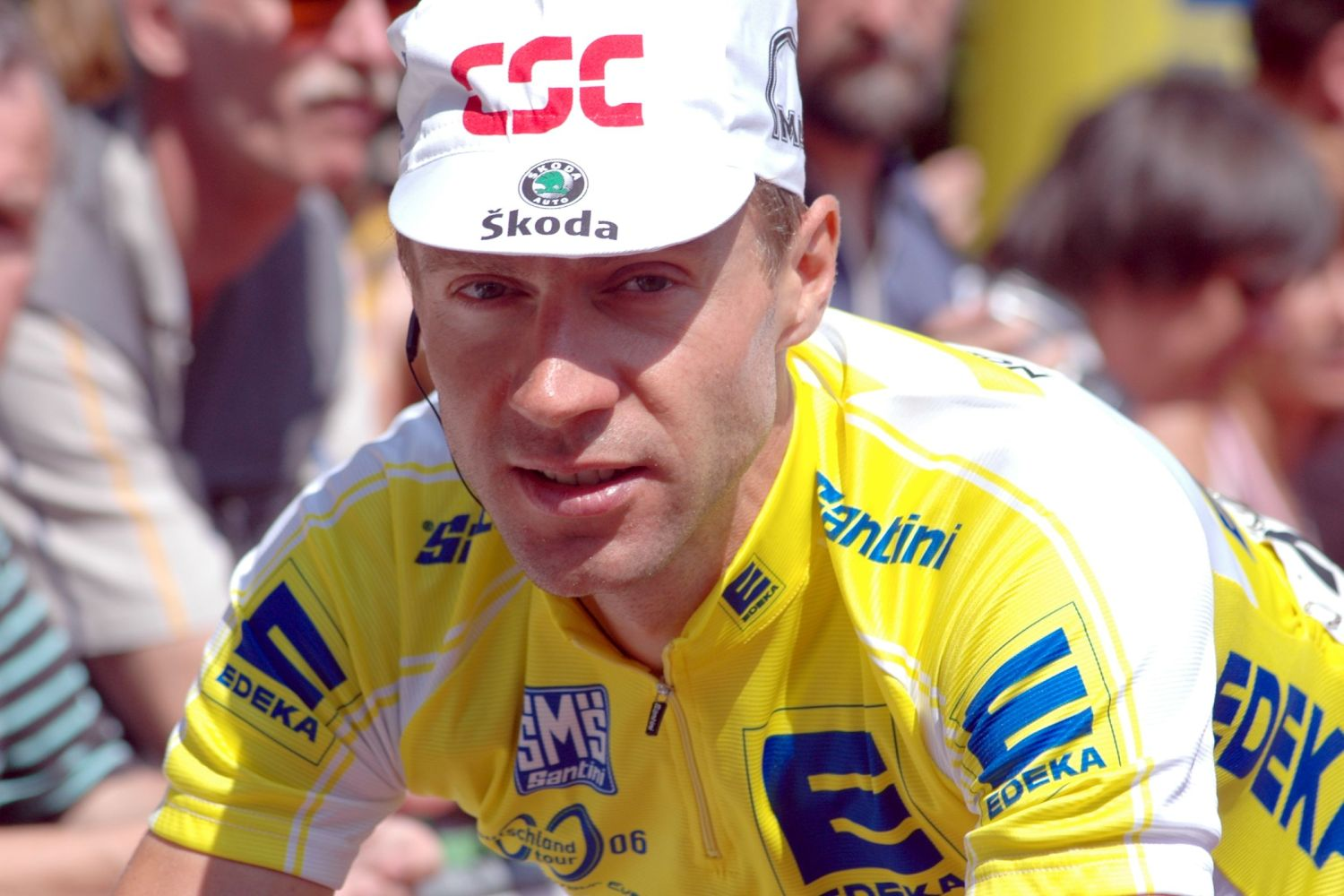
Jens Voigt

Jens Voigt (ur. 17 września 1971 w Grevesmühlen) – niemiecki kolarz szosowy.
Voigt, który w młodości trenował razem z Janem Ullrichem, jeszcze jako amator wygrał w 1994 Wyścig Pokoju. W 1997 rozpoczął zawodową karierę w małej czeskiej drużynie ZVVZ Giant, po czym zmienił team w 1998 na francuski Crédit Agricole. Tam pokazał się jako kolarz wszechstronny. Również w swojej kolejnej (od 2004) drużynie – Team CSC, prowadzonej przez Bjarne Riisa, odnosił wiele sukcesów. Obecnie jest zawodnikiem grupy RadioShack-Nissan.
W 1999, 2004 oraz trzykrotnie z rzędu w latach 2007–2009 Jens Voigt wygrał trzyetapowe Critérium International, natomiast w 2000, 2001 i 2004 wygrał łączną klasyfikację w Bayern Rundfahrt. Swoje umiejętności w jeździe na czas pokazał zwyciężając w Grand Prix des Nations w 2001.
W swoim kraju Voigt jest znany przede wszystkim ze swojej jazdy na Tour de France. Tam pokazał swój agresywny i ofensywny styl jazdy; wielokrotnie podejmował długie ucieczki, aby rozstrzygnąć etap z korzyścią dla siebie. Mimo że często jego próby kończą się niepowodzeniem, jest lubiany przez kibiców za wolę walki.
Na Tour de France w 2001 odniósł swoje pierwsze i długo oczekiwane etapowe zwycięstwo w tym wyścigu, co dało mu także możliwość noszenia żółtego trykotu lidera przez jeden dzień.
Na 9. etapie Tour de France 2005 prowadzącym z Gérardmer do Miluzy zajął trzecie miejsce i odebrał Armstrongowi żółtą koszulkę, uzyskując 2 minuty 18 sekund przewagi nad Amerykaninem, który jednak już na kolejnym etapie odebrał Voigtowi radość jazdy w koszulce lidera. Na 11. etapie z Courchevel do Briançon nie zmieścił się w limicie czasu z powodu kaszlu i gorączki i został wycofany z wyścigu.
Na początku 2006 wygrał w Niemczech plebiscyt na najlepszego niemieckiego sportowca roku 2005.
W 2008 wygrał jubileuszowy 65. Tour de Pologne, zapewniając sobie zwycięstwo końcowe dzięki doskonałej jeździe na przedostatnim etapie do Zakopanego.
W 2009 na trasie 16. etapu Tour de France 2009 uległ wypadkowi. Podczas stromego zjazdu stracił równowagę i upadł na twarz. Z ciężkimi obrażeniami głowy oraz złamanym prawym obojczykiem został przetransportowany śmigłowcem do szpitala w Grenoble.
18 września 2014 pobił rekord w jeździe godzinnej, pokonując 51 110 m.

## Najważniejsze zwycięstwa i sukcesy
- 1994
  - 1. miejsce w Wyścigu Pokoju
  - 1. miejsce w Niedersachsen-Rundfahrt
- 1996
  - 1. miejsce w Sachsen-Tour
- 1997
  - 1. miejsce w Niedersachsen-Rundfahrt
- 1998
  - 1. miejsce na 5a etapie Vuelta al País Vasco
- 1999
  - 1. miejsce w Critérium International
  - 1. miejsce na 3. etapie Route du Sud
  - 1. miejsce w Duo Normand
- 2000
  - 1. miejsce w Bayern Rundfahrt
  - 1. miejsce w GP des Cholet
- 2001
  - 1. miejsce w Bayern Rundfahrt
    - 1. miejsce na 2. etapie

  - 1. miejsce w Grand Prix des Nations
  - 1. miejsce w Duo Normand
  - 1. miejsce w Tour du Poitou-Charentes
  - 1. miejsce na 4. (druż.) i 16. etapie Tour de France
    -  koszulka lidera (przez jeden etap)

  - 1. miejsce na 6. etapie Tour de Pologne
  - 1. miejsce na 7. etapie Critérium International
  - 1. miejsce na 1. etapie Route du Sud
- 2002
  - 1. miejsce na 3. etapie Critérium International
- 2003
  - 1. miejsce w Tour du Poitou-Charentes
  - 1. miejsce w Paris-Bourges
- 2004
  - 1. miejsce w Critérium International
    - 1. miejsce na 2. i 3. etapie

  - 1. miejsce w Bayern Rundfahrt
  - 1. miejsce na 4. etapie Post Danmark Rundt
  - 1. miejsce na 5. etapie Vuelta al País Vasco
  - 2. miejsce w Deutschland Tour
- 2005
  - 1. miejsce w Tour Méditerranéen
    - 1. miejsce na 1. i 3. etapie

  -  koszulka lidera Tour de France (przez jeden etap)
  - 1. miejsce na prologu Paryż-Nicea
  - 1. miejsce na 4. etapie Bayern Rundfahrt
  - 1. miejsce na 5. etapie Vuelta al País Vasco
- 2006
  - 1. miejsce na 13. etapie Tour de France
  - 1. miejsce w Deutschland Tour
    - 1. miejsce na 2., 6. i 7. etapie

  - 1. miejsce na 4. etapie Ster ZLM Toer
- 2007
  - 1. miejsce w Critérium International
    - 1. miejsce na 2. etapie

  - 1. miejsce w Deutschland Tour
    - 1. miejsce na 8. etapie

  - 1. miejsce na 4. etapie Vuelta al País Vasco
  - 1. miejsce na 3. etapie Tour de California
- 2008
  - 1. miejsce w Critérium International
  - 1. miejsce na 18. etapie Giro d’Italia
  - 1. miejsce w Tour de Pologne
    - 1. miejsce na 6. etapie
    - 1. miejsce w klasyfikacji górskiej
- 2009
  - 1. miejsce w Critérium International
    - 1. miejsce na 2. etapie
- 2010
  - 1. miejsce na 4. etapie Volta a Catalunya
- 2012
  - 1. miejsce na 4. etapie USA Pro Cycling Challenge
- 2013
  - 1. miejsce na 5. etapie Tour of California